# Listă de teatre din România
Aceasta este o listă de teatre din România:
- Teatrul Național „Radu Stanca” din Sibiu
- Teatrul de Artă Deva
- Teatrul „Maria Filotti” Brăila
- Teatrul „Așchiuță” Pitești
- Teatrul de Stat din Oradea
- Teatrul "Fantasio" din Constanta
- Teatrul „Mihai Eminescu” Botoșani
- Teatrul pentru Copii și Tineret „Vasilache” din Botoșani
- Teatrul Municipal Bacovia din Bacău
- Teatrul Municipal din Turda
- Teatrul Național „Vasile Alecsandri” din Iași
- Teatrul Luceafărul Iași
- Ateneul Național din Iași
- Teatrul Național din Caracal
- Teatrul Național din Cluj
- Teatrul Maghiar de Stat din Cluj
- Teatrul de Păpuși Puck din Cluj [1]
- Teatrul Național din Craiova
- Teatrul Național din Târgu Mureș
- Teatrul Național din Timișoara
- Teatrul German de Stat din Timișoara [2][3]
- Teatrul Tineretului din Piatra Neamț [4]
- Teatrul „Toma Caragiu” din Ploiești
- Teatrul de Revistă „Majestic” din Ploiești [5]
- Teatrul Municipal Baia Mare
- Teatrul "Victor Ion Popa" din Bârlad
- Teatrul de Vară din Vaslui
- Teatrul Dramatic „Fani Tardini” Galați
- Teatrul Național de Operă și Operetă „Nae Leonard” din Galați
- Teatrul Municipal „Matei Vișniec” din Suceava
- Teatrul Aureliu Manea Turda
- Ateneul Național din Iași

## Teatre din București
- Teatrul Bulandra
- Teatrul de Comedie
- Teatrul de revistă Constantin Tănase
- Teatrul Ion Creangă
- Teatrul Metropolis
- Teatrul Mic
- Teatrul Național „Ion Luca Caragiale”
- Teatrul Național de Operetă „Ion Dacian” București
- Teatrul Nottara
- Teatrul Odeon
- Teatrul Excelsior
- Teatrul Evreiesc de Stat
- Teatrul Stela Popescu
- Teatrul Dramaturgilor
- Teatrul Masca
- Teatrul Țăndărică